# The Punisher (TV-serie)
Marvel's The Punisher, eller The Punisher, är en amerikansk actionserie skapad av Steve Lightfoot, baserad på Marvel Comics-figuren med samma namn. Serien utspelar sig i Marvel Cinematic Universe och är en spinoff till Marvel's Daredevil. Handlingen kretsar kring Frank Castle som använder extrema metoder för att bekämpa brottslighet. Alla 13 avsnitt släpptes samtidigt den 17 november 2017 på Netflix.

## Rollista (i urval)

### Huvudroller
- Jon Bernthal – Frank Castle / Punisher
- Ebon Moss-Bachrach – David Lieberman / Micro
- Ben Barnes – Billy Russo
- Amber Rose Revah – Dinah Madani
- Daniel Webber – Lewis Wilson
- Paul Schulze – William Rawlins / Agent Orange
- Jason R. Moore – Curtis Hoyle
- Michael Nathanson – Sam Stein
- Jaime Ray Newman – Sarah Lieberman
- Deborah Ann Woll – Karen Page
- Josh Stewart – John Pilgrim
- Floriana Lima – Krista Dumont
- Giorgia Whigham – Amy Bendix

### Biroller
- C. Thomas Howell – Carson Wolf
- Shohreh Aghdashloo – Farah Madani
- Geoffrey Cantor – Mitchell Ellison
- Clancy Brown – Ray Schoonover
- Delaney Williams – O'Connor
- Kelli Barrett – Maria Castle
- Aidan Pierce Brennan – Frank Castle Jr.
- Nicolette Pierini – Lisa Castle
- Kobi Frumer – Zach Lieberman
- Ripley Sobo – Leo Lieberman
- Tony Plana – Rafael Hernandez
- Jordan Mahome – Isaac
- Shez Sardar – Ahmad Zubair
- Jeb Kreager – Gunner Henderson

### Gästroller
- Luca De Olivieria – Donny Chavez
- Chris Critelli – Lance
- Mary Elizabeth Mastrantonio – Marion James
- Rob Morgan – Turk Barrett
- Royce Johnson – Brett Mahoney
- Tim Guinee – Clay Wilson
- Rick Holmes – Stan Ori

## Avsnitt
| Nr | Titel                   | Regi           | Manus                 | Sändningsdatum   |
| -- | ----------------------- | -------------- | --------------------- | ---------------- |
| 1  | "3 AM"                  | Tom Shankland  | Steve Lightfoot       | 17 november 2017 |
| 2  | "Two Dead Men"          | Tom Shankland  | Steve Lightfoot       | 17 november 2017 |
| 3  | "Kandahar"              | Andy Goddard   | Steve Lightfoot       | 17 november 2017 |
| 4  | "Resupply"              | Kari Skogland  | Dario Scardapane      | 17 november 2017 |
| 5  | "Gunner"                | Dearbhla Walsh | Michael Jones-Morales | 17 november 2017 |
| 6  | "The Judas Goat"        | Jeremy Webb    | Christine Boylan      | 17 november 2017 |
| 7  | "Crosshairs"            | Andy Goddard   | Bruce Marshall Romans | 17 november 2017 |
| 8  | "Cold Steel"            | Antonio Campos | Felicia D. Henderson  | 17 november 2017 |
| 9  | "Front Toward Enemy"    | Marc Jobst     | Angela LaManna        | 17 november 2017 |
| 10 | "Virtue of the Vicious" | Jim O'Hanlon   | Ken Kristensen        | 17 november 2017 |
| 11 | "Danger Close"          | Kevin Hooks    | Felicia D. Henderson  | 17 november 2017 |
| 12 | "Home"                  | Jet Wilkinson  | Dario Scardapane      | 17 november 2017 |
| 13 | "Memento Mori"          | Stephen Surjik | Steve Lightfoot       | 17 november 2017 |

## Produktion

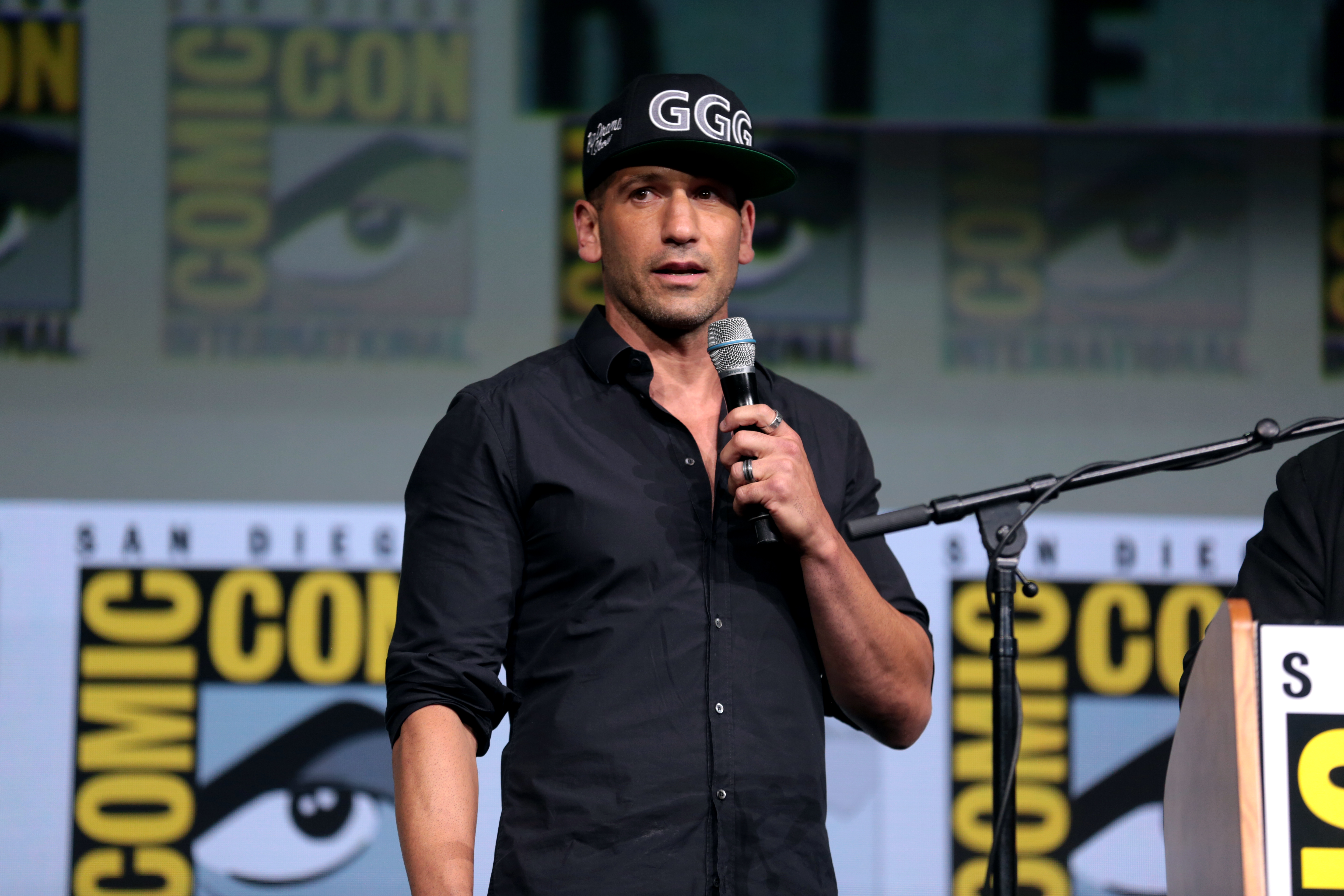
Jon Bernthal marknadsför The Punisher vid San Diego Comic-Con 2017.

I oktober 2011 inledde ABC Studios ett samarbete med Fox för att producera ett pilotavsnitt baserat på Punisher. Någon inspelning kom dock aldrig till stånd. I maj 2013 lyckades Marvel att ta tillbaka filmrättigheterna till Punisher. I den andra säsongen av Marvel's Daredevil syntes Punisher där han spelades av Jon Bernthal.
I januari 2016 var en spinoffserie i utvecklingsstadiet. Serien kommer att ha 13 avsnitt och Bernthal spelar återigen rollen. Steve Lightfoot är showrunner. Inspelningarna började den 3 oktober 2016 i Brooklyn under arbetsnamnet Crime. En annan inspelningsort var Astoria i Queens. Inspelningarna avslutades den 9 april 2017.

## Mottagande
The Punisher fick mestadels positiva recensioner från flera kritiker. Rotten Tomatoes rapporterade att 61 procent, baserat på 54 recensioner, hade satt ett genomsnittsbetyg på 6,82 av 10. På Metacritic nådde serien genomsnittsbetyget 54 av 100, baserat på 20 recensioner.